# Казённый винный склад (Верхотурье)
Казённый винный склад — архитектурный ансамбль, расположенный в городе Верхотурье, Свердловской области.
Решением Совета народных депутатов № 75 от 18 февраля 1991 года присвоен статус памятника архитектуры регионального значения.

## Архитектура
Комплекс складских зданий является образцом складской архитектуры начала XX века. Очень точное исполнение проекта.
Здания размещены в историческом центре Верхотурья на главной районной улице (Ленина). Территория склада занимает большую часть квартала. Комплекс винного склада включил главный и вспомогательный корпуса, служебную квартиру управляющего, проходную со служебной квартирой и ряд складских построек.
Главный корпус размещён по красной линии улицы, ориентированной на самый крупный собор города. Построен в 1906 году по переработанному проекту, использовавшемуся на Урале и в Западной Сибири для сооружения зданий казенных винных складов.
Кирпичный вспомогательный корпус двухэтажный, прямоугольный, вытянутый в плане. Покрыт вальмовой кровлей. Усложнён тремя поздними пристройками и выступами шести чердачных окон. Торцевым асимметричным фасадом с двумя окнами в одну ось выходит на красную линию улицы Ленина. На боковых фасадах в простенках окон, прорезанных в пять осей, выведены лопатки. Окна оживлены выступами перемычек с замком. Во втором ярусе верх окон охвачен П-образными навершиями. Тыльный фасад прикрыт двухэтажной пристройкой с муждуэтажной лестницей.
Дом управляющего размещён на углу квартала на красных линиях улиц Ленина и Ершова. Обшитый одноэтажный сруб с Г-образным планом покрыт вальмовой кровлей. Объём усложнен пристройкой тамбура для входа с улицы Ленина. Углы объёма с перерубами, поставленными на цоколь и несущими антаблемент.